# 婚約診断スイッチON
『婚約診断スイッチON』（こんやくしんだんスイッチオン）は、1979年（昭和54年）4月1日から9月30日までTBS系列局で放送されていた毎日放送 (MBS) 製作のバラエティ番組である。全27回。放送時間は毎週日曜 12:00 - 12:45 （日本標準時）。

## 概要
タイトルが示す通り、出場カップルに対して診断をしていく番組で、横山やすし・西川きよしコンビ（以下、やすきよ）が司会を務めていた。番組の最後には「愛のハネムーンルーレット」があり、海外旅行（日本アジア航空（現・日本航空）で行く東南アジア旅行）や国内旅行（宮崎、有馬温泉など）、さらに賞金100万円がプレゼントされた。100万円を獲得すると、天井から紙吹雪が降った。
「グリコがっちりショッピング」以来、同時間帯では、2年振りの視聴者参加番組だったが半年で終了した。なお、司会のやすきよは、引き続き「やすきよの結婚します！」でも司会を務めた。
駅構内や列車内の自動放送、CMのナレーターで知られる、津田英治がナレーターを務めた数少ない番組の一つでもある。
1962年（昭和37年）スタートの「サモン日曜お笑い劇場」以来、同局が制作する同時間帯の番組は、全国ネット枠では、最後となった。同年10月、同局の全国ネット枠は、TBS制作枠だった14時台と交換した。　以降、同時間帯には、2025年（令和7年）現在も放送中の「アッコにおまかせ！」までTBSテレビ制作の番組が続いている。

## 出演者

### 司会
- 横山やすし・西川きよし

### ナレーター
- 津田英治